# Апсинти
Апсинтите (на старогръцки: Ἀψίνθιοι; на латински: Apsinthii) са според Херодот тракийско племе Пайти на Егейско море на Север отТракийския Херсонес  между реките Хеброс и Агрианес.
Като се следва Омир, в посока от изток на запад, могат да се набележат още три големи района, които се отличават с политическа централизация. Най-напред идват „всички траки, които мощният Хелеспонт (дн. Дарданели) обгражда". Те заемат района на Тракийския Херсонес (дн. Галиполски полуостров) и на запад се простират до долното течение на р. Марица. Техни предводители са Акамант и Пейрой .
Известен е Плейстор - богът на апсинтите, едно от имената на Залмоксис от зоната на Югоизточна Тракия.
Страбон казва, че така както Месамбрия/Менебрия, значи града на
Менас, по името на основателя му, защото брия на тракийски език означава град, по същия начин градът на Селюс се нарича Селюмбрия, а и Еноссе наричал някога Полтимбрия (Strab. VII, 6, 1). Същият античен автор добавя още, че Енос се намира в някогашната област Апсинтида, която
днес се нарича Корпилике, а на запад от нея са киконите (Strab. VII, fr.
58). Стефан Византийски потвърждава Страбон с цитата, че Енос е полисв Тракия, наричан Полтимбрия (Steph.Byz. 52, 9) и че Апсинтос е полис
в Тракия, с хора Апсинтис, има и етникон апсинтиос (Steph.Byz. 153, 8).
Освен това се знае още, че преди да се назове през Античността с името  Мелас, реката, вливаща се в Тракийско море над Тракийския херсонес,тоест днешната река Кавак-чай, е носела името Апсинтия (Detschew D.
1976, 39).
В този случай не може да не се припомни, че името Апсинтос/Apsinthos и производните му със суфикса -nthos, е несъмнен тракийски
реликт, в контекста на палеобалкано-западномалоазийската общност от
втората половина на ІІ – началото на І хил.пр.Хр. (Detschew D. 1976, 39–
40; Порожанов К. 1998, 44–50).
Така, езиковедският факт е в пълен унисонсъс споменатите по-горе данни на археологическите проучвания в Енез.
Oще Херодот като разказва за атинянина Милтиад син на Кипсел(Милтиад Стария), властващ на Тракийския херсонес към и след среда-та на VІ в.пр.Хр., споменава, че същият полуостров е държан/владян от
траките долонки, които били заплашени с война от апсинтите… (Hdt.VI, 34).
Несъмнено местното население между р. Хеброс (дн. Марица)и Тракийския херсонес са траките апсинти, за които знаем имената на
Пейрой/Пирой и ПОЛТИС като техни предводители. Очевидно, апсинтите имат своята етносна държава Апсинтида, която през VІ в.пр.Хр. е в конфликт със съседната тракийска държава, тази на долонките на Тракийскияхерсонес. Изглежда най-вероятно, че именно владетелите на апсинтитепрез VІІ в.пр.Хр. дават съгласието си за създаването тук при устието-делта на р. Хеброс на елинския полис Енос.